# Royal Rumble 2009
Royal Rumble 2009 è stata la ventiduesima edizione dell'annuale pay-per-view omonimo di wrestling, prodotto dalla World Wrestling Entertainment. L'evento si è svolto il 25 gennaio 2009 presso la Joe Louis Arena di Detroit, Michigan. La colonna sonora dell'evento è stata Let it Rock di Kevin Rudolf e Lil Wayne.
Il main event dello show è stato il royal rumble match, il cui vincitore è stato Randy Orton dopo aver eliminato per ultimo Triple H. Altri match principali del PPV sono stati quelli per i titoli principali di Raw, SmackDown e ECW, ovvero quello valido per l'ECW Championship tra il campione Jack Swagger e lo sfidante Matt Hardy, quello valido per il World Heavyweight Championship tra il campione John Cena e lo sfidante John "Bradshaw" Layfield, e quello valido per il WWE Championship tra il campione Jeff Hardy e lo sfidante Edge. Nell'undercard, invece, troviamo quello valevole per il WWE Women's Championship tra la campionessa Beth Phoenix e la sfidante Melina.
L'evento in PPV è stato acquistato da circa 450.000 persone, meno di quelle che comprarono l'edizione dell'anno precedente (circa 533.000).

## Storyline
Come ogni anno si sarebbe tenuto il Royal Rumble match, il cui vincitore avrebbe poi ottenuto un incontro a WrestleMania XXV per il titolo mondiale (il WWE Championship di SmackDown, il World Heavyweight Championship di Raw o l'ECW Championship della ECW) in base alla propria scelta.
Nella puntata di Raw del 29 dicembre 2008, John "Bradshaw" Layfield vinse un Fatal 4-Way Elimination match che includeva anche Chris Jericho, Randy Orton e Shawn Michaels, diventando così lo sfidante del World Heavyweight Champion John Cena. Un match tra Cena e JBL con in palio il World Heavyweight Championship fu poi annunciato per la Royal Rumble.
Il 14 dicembre 2008, a Armageddon, Jeff Hardy vinse un Triple Threat match che includeva anche Triple H e il campione Edge, conquistando così il WWE Championship per la prima volta. Nella puntata di SmackDown del 2 gennaio 2009, in seguito all'annuncio della General Manager Vickie Guerrero, fu sancito un match tra Edge e Hardy con in palio il titolo per la Royal Rumble.
Nella puntata di ECW del 13 gennaio 2009, Jack Swagger sconfisse il campione Matt Hardy, conquistando così l'ECW Championship per la prima volta. Un rematch tra i due con il titolo in palio fu poi annunciato per la Royal Rumble.
Nella puntata di Raw del 29 dicembre 2008, Melina vinse un Battle Royal match che includeva anche Candice Michelle, Jillian Hall, Katie Lea, Kelly Kelly e Mickie James, diventando così la contendente n°1 della Women's Champion Beth Phoenix. Un match tra Beth e Melina con in palio il Women's Championship fu poi sancito per la Royal Rumble.

## Risultati
| #    | Incontri                                                   | Stipulazioni                                       | Durata |
| ---- | ---------------------------------------------------------- | -------------------------------------------------- | ------ |
| Dark | Jimmy Wang Yang ha sconfitto Paul Burchill                 | Single match                                       | —      |
| 1    | Jack Swagger (c) ha sconfitto Matt Hardy                   | Single match per l'ECW Championship                | 10:27  |
| 2    | Melina ha sconfitto Beth Phoenix (c) (con Santino Marella) | Single match per il WWE Women's Championship       | 05:56  |
| 3    | John Cena (c) ha sconfitto JBL (con Shawn Michaels)        | Single match per il World Heavyweight Championship | 15:29  |
| 4    | Edge (con Chavo Guerrero) ha sconfitto Jeff Hardy (c)      | No disqualification match per il WWE Championship  | 19:22  |
| 5    | Randy Orton ha vinto eliminando per ultimo Triple H        | Royal rumble match                                 | 58:40  |

## Royal rumble match
– Wrestler di Raw
     – Wrestler di SmackDown
     – Wrestler della ECW

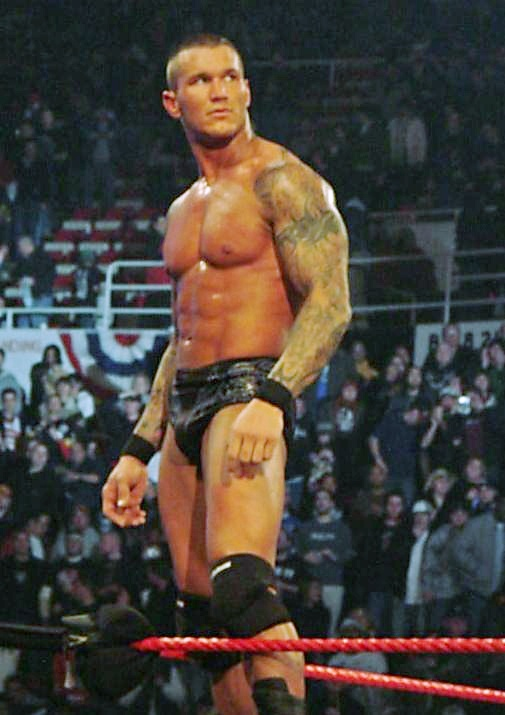
Randy Orton, vincitore del Royal rumble match

     - Wrestler non affiliato
     – Vincitore
| #   | Superstar          | Ordine | Eliminato da                           | Tempo | N° eliminazioni |
| --- | ------------------ | ------ | -------------------------------------- | ----- | --------------- |
| 1°  | Rey Mysterio       | 20°    | Big Show                               | 49:24 | 1               |
| 2°  | John Morrison      | 6°     | Triple H                               | 19:32 | 0               |
| 3°  | Carlito            | 3°     | Vladimir Kozlov                        | 06:11 | 0               |
| 4°  | MVP                | 2°     | Vladimir Kozlov                        | 03:52 | 0               |
| 5°  | The Great Khali    | 1°     | Vladimir Kozlov                        | 01:30 | 0               |
| 6°  | Vladimir Kozlov    | 4°     | Triple H                               | 02:40 | 3               |
| 7°  | Triple H           | 29°    | Randy Orton                            | 49:55 | 6               |
| 8°  | Randy Orton        | —      | Vincitore                              | 48:27 | 3               |
| 9°  | JTG                | 7°     | The Undertaker                         | 11:59 | 0               |
| 10° | Ted DiBiase Jr.    | 27°    | Triple H                               | 45:11 | 1               |
| 11° | Chris Jericho      | 23°    | The Undertaker                         | 37:17 | 1               |
| 12° | Mike Knox          | 19°    | Big Show                               | 32:42 | 0               |
| 13° | The Miz            | 5°     | Triple H                               | 01:18 | 0               |
| 14° | Finlay             | 21°    | Kane                                   | 29:59 | 0               |
| 15° | Cody Rhodes        | 28°    | Triple H                               | 37:01 | 2               |
| 16° | The Undertaker     | 26°    | Big Show                               | 32:29 | 3               |
| 17° | Goldust            | 8°     | Cody Rhodes                            | 01:11 | 0               |
| 18° | CM Punk            | 18°    | Big Show                               | 22:29 | 1               |
| 19° | Mark Henry         | 9°     | Rey Mysterio e The Undertaker          | 03:14 | 0               |
| 20° | Shelton Benjamin   | 10°    | The Undertaker                         | 04:17 | 0               |
| 21° | William Regal      | 11°    | CM Punk                                | 04:23 | 0               |
| 22° | Kofi Kingston      | 12°    | The Brian Kendrick                     | 06:58 | 0               |
| 23° | Kane               | 24°    | Cody Rhodes, Randy Orton e Ted DiBiase | 18:21 | 3               |
| 24° | R-Truth            | 17°    | Big Show                               | 12:06 | 0               |
| 25° | Rob Van Dam        | 22°    | Chris Jericho                          | 17:56 | 0               |
| 26° | The Brian Kendrick | 13°    | Triple H                               | 00:15 | 1               |
| 27° | Dolph Ziggler      | 14°    | Kane                                   | 00:21 | 0               |
| 28° | Santino Marella    | 15°    | Kane                                   | 00:01 | 0               |
| 29° | Jim Duggan         | 16°    | Big Show                               | 02:50 | 0               |
| 30° | Big Show           | 25°    | Randy Orton                            | 09:32 | 6               |